# Pagina squeeze
Una pagina squeeze (dal verbo inglese to squeeze, "spremere, comprimere") è una pagina di destinazione creata per sollecitare potenziali utenti ad iscriversi volontariamente ad una newsletter.

## Perché nascono le pagine squeeze
Nel campo del marketing diretto, l'elenco degli iscritti è considerato la parte più importante di una campagna marketing. Le persone che si occupano di marketing dedicano una grande mole di tempo e denaro alla creazione di una lista di iscritti molto mirata. I metodi più comuni per la raccolta di indirizzi postali, includono email commerciali di risposta, telemarketing, affitto di liste e accordi di co-registrazione.
Nel mondo digitale, le liste di indirizzi email sono utilizzate nello stesso modo. Un elenco di iscritti e-mail altamente mirato consente a un'azienda di pubblicizzare il proprio prodotto e servizio con una probabilità abbastanza elevata di successo. Con la proliferazione di spam, però, i consumatori stanno molto attenti prima di dare il proprio e-mail. Per dare maggiore tranquillità ai consumatori, durante la loro esperienza online, le imprese creano le pagine squeeze, in cui si evincono le norme sulla privacy dell'azienda e ciò che il sottoscrittore (leggi: consumatore) riceverà.

## Le strategie delle page squeeze
Una pagina squeeze è una singola pagina web, creata e disegnata con il solo intento di catturare le informazioni per poter svolgere successivamente attività di marketing, il che significa che la pagina non ha alcun collegamento ipertestuale in uscita. In una pagina squeeze di qualità sono descritte delle storie di successo che il potenziale cliente terrà in mente quando prenderà la decisione di acquistare. Vengono usate anche tecniche come la psicologia del colore, accattivanti copie di vendita e testi ricchi di parole chiave collocate con il Search Engine Optimization (SEO) in mente. Alcuni marketer esperti usano anche audio e video.
Chi si occupa di marketing su internet prende in prestito tecniche di scrittura pubblicitaria da attività di marketing "classico". Ciò include l'uso di titoli, scadenze, testimonianze e simili.
Come regola generale, i marketer su internet cercano di mantenere il contenuto delle loro pagine squeeze al minimo indispensabile. Lo scopo della pagina è quello di ottenere l'indirizzo email del visitatore; ulteriori informazioni potrebbero distrarre l'utente o fargli abbandonare il sito. Link di navigazione e collegamenti ipertestuali sono quasi sempre assenti dalla tipica pagina squeeze. L'assenza di collegamenti viene utilizzata affinché l'attenzione dei visitatori si concentri su una scelta: iscriversi alla mailing list aziendale o lasciare il sito.
Le pagine squeeze sono spesso usate in combinazione con una e-mail di risposta automatica per iniziare a fornire le informazioni non appena il visitatore conferma il proprio indirizzo e-mail. La risposta automatica può essere utilizzata per inviare una serie di messaggi e-mail in sequenza o per fornire immediatamente un link di download per ottenere le informazioni. Promettere informazioni una volta confermato il proprio indirizzo e-mail si è dimostrato un metodo efficace per aumentare la percentuale di iscritti. Con le nuove tecnologie si tende ad utilizzare anche la voce e/o i video nelle pagine squeeze, nel tentativo di catturare maggiormente l'attenzione del visitatore.

## Le pagine squeeze e l'ottimizzazione dei motori di ricerca

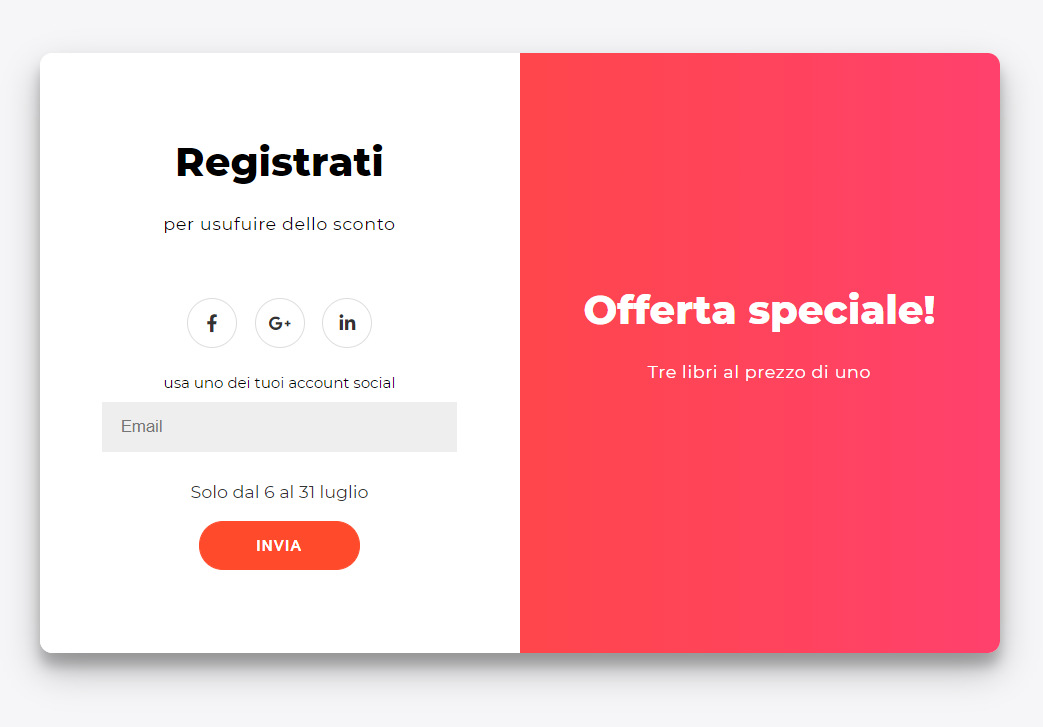
Esempio di squeeze page

Nel 2011, in due occasioni (Google "Panda" e "Farmer" nel mese di febbraio e giugno), i principali motori di ricerca hanno adeguato i propri algoritmi per classificare con maggiore precisione e talvolta escludere le pagine squeeze, che vengono considerate "spam" a causa della loro mancanza di contenuto. Inoltre, alcuni marketer hanno visto le proprie campagne pay per click penalizzate da restrizioni che impedivano agli "affiliati" di acquistare pubblicità pay per click al fine di creare liste di email per le vendite future. In risposta, le aziende hanno iniziato ad aumentare la quantità dei contenuti nelle pagine squeeze per garantire che la loro pagina mantenesse il posizionamento nelle ricerche sui principali motori di ricerca.
Un metodo per aumentare il contenuto di una pagina squeeze è quello di aggiungere un blog in fondo alla pagina stessa. Un altro sistema che sta avendo molto successo è la combinazione di una pagina di vendita e una pagina squeeze. In quest'ultima opzione si mantiene la pagina squeeze ad un livello molto basico, con ad esempio un semplice modulo di iscrizione e invece elenchi puntati e video nella parte superiore della pagina. Nella parte inferiore della pagina è, invece, possibile trovare maggiori contenuti e informazioni sul prodotto.

## Differenza tra squeeze page e landing page
Una landing page è una pagina autonoma creata per soddisfare un unico obiettivo di conversione. Gli obiettivi della landing page possono variare; dal download di ebook e white paper, iscrizioni di prova gratuita SaaS, ecc.
Alcune squeeze page possono essere landing page, ma non tutte le landing page clic sono squeeze page perché le landing page possono avere obiettivi diversi.
Quindi la differenza è lo scopo: la landing page serve a generare lead e quasi sempre presenta un lead magnet (un ebook gratuito o uno sconto per esempio), mentre la seconda serve a vendere.
La landing page è di solito più lunga e presenta più testo e adotta il processo di funneling (il processo attraverso il quale le aziende guidano i clienti nell'acquisto dei prodotti).
| Squeeze Page | Landing page                                                           |
| Ha un obiettivo di conversione (acquisire indirizzi email)                                                                | Può avere più obiettivi di conversione                                 |
| Solitamente è in forma breve                                                                                              | Può avere una forma lunga o una forma breve, a seconda dell'offerta    |
| Include un semplice e breve modulo per l'acquisizione di lead                                                             | Può avere un modulo dettagliato se il prodotto o servizio è complicato |
| Non necessariamente una pagina autonoma (può essere presente su un sito web). Può essere una semplice finestra di dialogo | Pagina autonoma dopo aver cliccato un banner pubblicitario             |
| Segue un'e-mail di benvenuto/ringraziamento                                                                               | Non è sempre seguita da un'e-mail di benvenuto                         |